# Merlinsburg
Die Burg  Merlinsburg ist eine abgegangene im Mittelalter errichtete Niederungsburg in der Stadt Kaltennordheim im Landkreis Schmalkalden-Meiningen in  Thüringen.

## Lage
Die baulichen Reste der Merlinsburg befinden sich im Osten der Altstadt im Bereich des Schlosses. Die ursprüngliche Anlage befand sich in geschützter Lage in der Talaue der Felda, welche im Mittelalter durch Stauwehre in die Burg- und Stadtbefestigung einbezogen wurde.

## Geschichte
Das obere Feldatal wurde im Hochmittelalter durch die Grafen von Neidhartshausen beherrscht, diese waren nahe Verwandte der Henneberger Grafen und hatten ihre Stammburg im benachbarten Ort Neidhartshausen.  Nach dem Aussterben der Grafen von Neidhardshausen wurde die auf dem Höhn bei Klings und Fischbach befindliche Wehranlage als Amtssitz der Region genutzt. Zu dieser Zeit entstand auch in Kaltennordheim eine Burganlage, wohl als Wohnsitz eines Ministerialen in Diensten der Henneberger.
Eine erste urkundliche Nennung der Burg erfolgt am 8. August 1350. In diesem Vertrag wurde die Burg in Kaltennordheim von Graf Johann I. an den Abt des Klosters Fulda verkauft. Doch schon 1366 meldet eine weitere Urkunde den Kauf der Burg durch einen Ritter Henze von Allendorf – wohl ein ehemaliger Burgmann der Frankensteiner in Bad Salzungen. Von zahlreichen Um- und Ausbauten berichten die Urkunden der folgenden Jahrzehnte. Das alte Hennebergische Schloß samt dem Dorf Kaltennordheim besaß eine Zeit lang die Familie von Buchenau, von welcher es Graf Wilhelm II. (III.) von Henneberg-Schleusingen († 1444) im Jahre 1438 wieder einlöste. Nach dessen Tod im Jahr 1444 war die Burg von 1445 bis 1475 die Residenz seines streitbaren, jüngeren Bruders Graf Heinrich XI. (VIII.) von Henneberg-Schleusingen („der Unruhige“;† 1475), welcher  Besitzansprüche auf die Grafschaft Henneberg geltend machte. Diese wurden rechtlich abgewiesen und Heinrich XI. auf Lebenszeit mit der Sonderherrschaft Kaltennordheim abgefunden.
Einer Belagerung durch die aufständischen Bauern des Feldatales im Bauernkrieg war die Burganlage und die geringe Besatzung 1525 nicht gewachsen. Der Amtmann und Burghauptmann Tham von Herda überließ daher die Burg ihrem Schicksal und flüchtete sich in die Festung Maßfeld bei Meiningen. Die Burg wurde somit kampflos eingenommen und geplündert. 1562 wurde das Stadtrecht an Kaltennordheim verliehen. Mehrfach wurde das Feldatal im Dreißigjährigen Krieg von streifenden Heerscharen durchquert und der Ort Kaltennordheim eingenommen. Der Stadtbrand von 1634 zerstörte große Teile der Stadt und auch die Burg wurde schwer beschädigt.
Nach dem Krieg wurden die Trümmer der Burganlage eingeebnet, zu dieser Zeit hatte sie kaum noch militärische Bedeutung.
Eine Federzeichnung in einem 1659 ausgestellten Bericht ist die älteste bekannte Darstellung der Merlinsburg. 1752–54 wurde das Amtshaus – auch als Schloss bezeichnet – auf dem Platz der Merlinsburg neu errichtet. Hierzu fanden noch vorhandene Mauerpartien der Umfassungsmauer eine neue Verwendung. Als repräsentativer Zugang zur Stadt entstand das markante Hoftor mit Uhrwerk.

## Anlage

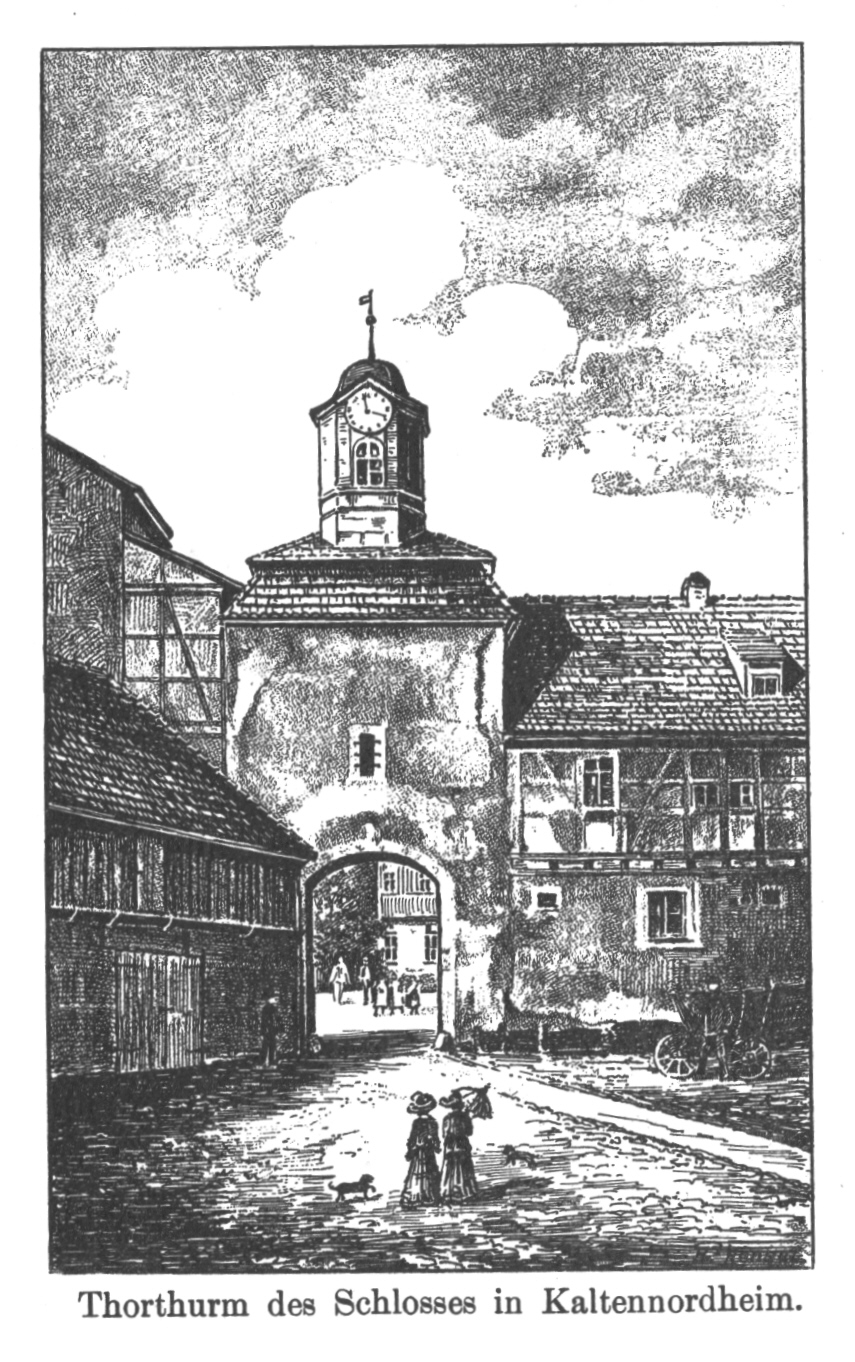
Das Schlosstor im 19. Jahrhundert

Die Burganlage bestand aus mehreren unterkellerten Steingebäuden, einem massiven Rundturm im Burghof und einer steinernen Umfassungsmauer mit Torturm. Ein breiter Wassergraben oder Teich umgab die Burganlage, hierzu waren Stauwehre am Bachlauf des Goldbaches und das Flüsschen Felda vorhanden.

## Heutige Situation und Nutzung
Die Burganlage ist ein ausgewiesenes Bau- und Bodendenkmal der Stadt Kaltennordheim.
Im Burggelände wurde bereits im 18. Jahrhundert ein Amtsgebäude errichtet, welches unter dem Namen Schloss bekannt ist. Im Randbereich entstanden weitere Gebäude auf den verfüllten Gräben.
Das Gelände ist öffentlich zugänglich.

## Namensdeutung
Der Herleitung  des  Namens Merlinse  wurde vom Volksmund überliefert: demnach war die bei Hochwasser überschwemmte Flussaue so breit wie ein Meer, die abgelegene Burg schaute dann aus der Entfernung wie eine Linse (flache Scheibe) aus den Wassermassen herüber.
Viel wahrscheinlicher (bei einem Wasserschloss) war aber "lenticula aquatica", die gemeine Wasserlinse oder vulgo "Entengrütze" namensgebend, die mhd. "Merlinse" genannt und auch von Hildegard von Bingen verwendet wurde. 